# Gumby vs. the Astrobots
Gumby vs. the Astrobots est un jeu vidéo de plates-formes développé par Torus Games et édité par Namco, sorti en 2005 sur Game Boy Advance.
Il est basé sur la série animée Gumby.

## Accueil
- GameZone : 7,4/10[1]
- Nintendo Power : 5/10[2]